# 長尾浩志
長尾 浩志（ながお ひろし、1979年12月26日 - ）は、日本のプロレスラー。元バレーボール選手。大阪府大阪市出身。

## 経歴
大阪市立泉尾工業高等学校出身。高校時代にバレーボールを始め、卒業後Vリーグの堺ブレイザーズに入団。
2002年4月にプロレスラー転向を果たし、新日本プロレスに入団する。
2003年1月に高山善廣からIWGPタッグ王座挑戦者決定トーナメントのパートナーに指名される。1月30日の後楽園ホール大会で挨拶後、リング外から挑発してきたプロレス結社魔界倶楽部に向かっていくため、リング上からトップロープを飛び越えて場外に降りた際に着地の衝撃で右膝靭帯を断裂。2月2日の月寒グリーンドーム大会でのデビュー戦（対安田忠夫・村上和成）は強行出場したものの試合にならず、わずか3分2秒で敗北。以降長期欠場することになる。7月には再デビュー戦が予定されたが、練習中に右前腕部を骨折したことで延期。
2004年2月11日の地元大阪興行にて再デビューを飾った。
2006年1月19日に新日本プロレスを退団。同年2月5日、ハッスルオーディションの2次選考通過者の一人として登場。今後ハッスルへ登場したい希望を語った。なお、山本尚史は新日は絶対に落ち目から脱却するからと退団を慰留し、長州力が口には出さないが長尾のことを気に入っていると励ました。2月10日、後楽園ホールで開催のハッスル・ハウス11にバレーボール選手時代のユニフォームで登場し、オーディションの一環としてTAJIRIとスパーリングを実施した。オーディションの結果高田モンスター軍に所属することとなった。リングネームはジャイアント・バボ。バレーボール用のユニフォームをモチーフにしたリングコスチュームを着用。しかし、徐々に精彩を欠く試合を続けるようになり、2月24日、＼(^o^)／チエに敗れ坊主になった。その後も池谷銀牙にフォールを取られるなどの失態を犯し、池谷へのリベンジ失敗を最後にモンスター軍を追放された。
2008年5月24日にハッスルエイドにて池谷が率いる銀牙軍団のマスクマン「長尾銀牙」として復帰。試合には勝利するも、その試合で銀牙軍団は一時解散。後にハッスル軍入団査定試合にて評価され、ハッスル軍に加入した。その後しばらくしてリングネームを本名に戻す（ジャイアント・バボとしてハッスル参戦中の2007年3月の全日本プロレスにも、本名の長尾浩志としてTAJIRIと共に出場している）。2008年7月から放送のドラマ『ここはグリーン・ウッド 〜青春男子寮日誌〜』に出演、ドラマデビューを果たした。10月26日のハッスル・ツアー2008 〜10.26 in TOCHIGI〜 の対ゼウス戦を最後の試合とし、プロレスを引退。
2010年10月24日、総合格闘技デビュー戦となったDEEP 50 IMPACTで野地竜太と対戦し、顔面にヒザ蹴りをもらい、1R1分33秒TKO負けを喫した。

## 得意技
長身を生かした技が得意である。
ギンガサルトプレス
いわゆるムーンサルトプレス。
バボム
肩車した状態から、勢い良く後ろに捻って落とす変形バックドロップ。
世界のバボ
左右の相手に逆片エビ固めをした状態で真ん中の相手にキャメルクラッチを仕掛ける。
チョークスラム
ビッグブーツ
ドロップキック

## 戦績
| 総合格闘技 戦績 | 総合格闘技 戦績 | 総合格闘技 戦績 | 総合格闘技 戦績 | 総合格闘技 戦績 | 総合格闘技 戦績 | 総合格闘技 戦績 |
| --------------- | --------------- | --------------- | --------------- | --------------- | --------------- | --------------- |
| 1 試合          | (T)KO           | 一本            | 判定            | その他          | 引き分け        | 無効試合        |
| 0 勝            | 0               | 0               | 0               | 0               | 0               | 0               |
| 1 敗            | 1               | 0               | 0               | 0               | 0               | 0               |

| 勝敗 | 対戦相手 | 試合結果              | 大会名                          | 開催年月日     |
| ×    | 野地竜太 | 1R 1:33 TKO（膝蹴り） | DEEP 50 IMPACT 〜10年目の奇跡〜 | 2010年10月24日 |